# Xung đột xã hội
Xung đột xã hội là cuộc đấu tranh giành quyền tự quyết hoặc quyền lực trong xã hội. Xung đột xã hội xảy ra khi hai hoặc nhiều phe đối lập nhau trong giao tiếp xã hội, mỗi phe tạo ra sức mạnh xã hội với sự tương hỗ trong nỗ lực đạt được các mục tiêu không tương thích trong khi ngăn cản phe kia đạt được mục tiêu của mình. Đó là một mối quan hệ xã hội trong đó hành động được định hướng có chủ đích để thực hiện ý chí của chính diễn viên bất chấp sự phản kháng của người khác.

## Lý thuyết xung đột
Lý thuyết xung đột nhấn mạnh đến lợi ích, hơn là các chuẩn mực và giá trị, trong xung đột. Việc theo đuổi lợi ích tạo ra nhiều loại xung đột. Do đó, xung đột được coi là một khía cạnh bình thường của đời sống xã hội hơn là một sự xuất hiện bất thường. Cạnh tranh về tài nguyên thường là nguyên nhân của xung đột. Ba nguyên lý của lý thuyết này là như sau: 1) Xã hội bao gồm các nhóm khác nhau cạnh tranh để giành lấy tài nguyên. 2) Trong khi các xã hội có thể mô tả ý thức hợp tác, một cuộc đấu tranh quyền lực liên tục tồn tại giữa các nhóm xã hội khi họ theo đuổi lợi ích riêng của họ. Trong xã hội, một số nhóm nhất định kiểm soát các nguồn lực và phương tiện sản xuất cụ thể. 3) Các nhóm xã hội sẽ sử dụng các nguồn lực để tạo lợi thế cho mình trong việc theo đuổi các mục tiêu của họ. Điều này thường có nghĩa là những người thiếu kiểm soát tài nguyên sẽ bị lợi dụng. Do đó, nhiều nhóm thống trị sẽ đấu tranh với các nhóm khác trong nỗ lực giành quyền kiểm soát. Phần lớn thời gian, các nhóm có nhiều tài nguyên nhất sẽ đạt được hoặc duy trì quyền lực (do thực tế là họ có tài nguyên để hỗ trợ quyền lực của họ). Ý tưởng rằng những người có quyền kiểm soát sẽ duy trì sự kiểm soát được gọi là Hiệu ứng Matthew.
Một nhánh của lý thuyết xung đột là tội phạm học nghiêm trọng. Thuật ngữ này dựa trên quan điểm rằng nguyên nhân cơ bản của tội phạm là áp bức, xuất phát từ các lực lượng xã hội và kinh tế hoạt động trong một xã hội nhất định. Quan điểm này bắt nguồn từ triết gia người Đức, Karl Marx, người biết hệ thống tư pháp và luật pháp có lợi cho người giàu và người có quyền lực trong xã hội, và người nghèo bị trừng phạt nặng nề hơn nhiều đối với các tội nhỏ hơn nhiều.
Một nhánh khác của lý thuyết xung đột là lý thuyết xung đột về lão hóa. Điều này xuất hiện vào những năm 1980 do sự thụt lùi trong chi tiêu liên bang và mất việc làm trên toàn quốc;   các thế hệ lớn tuổi cạnh tranh với thế hệ trẻ để có việc làm. Trong số những người bị ảnh hưởng nặng nề nhất là phụ nữ, gia đình có thu nhập thấp và dân tộc thiểu số.